# Derek Walcott
Derek Alton Walcott (Castries, 23 januari 1930 – Gros Islet, 17 maart 2017) was een Saint Luciaans dichter, toneelschrijver en schrijver. Hij schreef voornamelijk in het Engels. Walcott won in 1992 de Nobelprijs voor Literatuur.

## Leven
Hij studeerde aan het St. Mary’s college en later aan het University College of the West Indies op Jamaica. In 1948 publiceerde hij zijn eerste dichtbundel, 25 Poems, begin van een groot poëzie-oeuvre. Daarnaast legde hij zich toe op het schrijven van toneelstukken. Na een studie drama in de Verenigde Staten richtte hij de Trinidad Theatre Workshop op. Van 1981 tot januari 2008 was hij verbonden aan de universiteit van Boston, waar ook zijn vrienden en andere Nobelprijslaureaten Joseph Brodsky en Seamus Heaney doceerden. In 1992 won hij de Nobelprijs voor Literatuur.
Op 20 mei 2008 gaf hij in Amsterdam de eerste Cola Debrot-lezing voor de Werkgroep Caraïbische Letteren. Derek Walcott overleed in 2017 op 87-jarige leeftijd.

## Werk

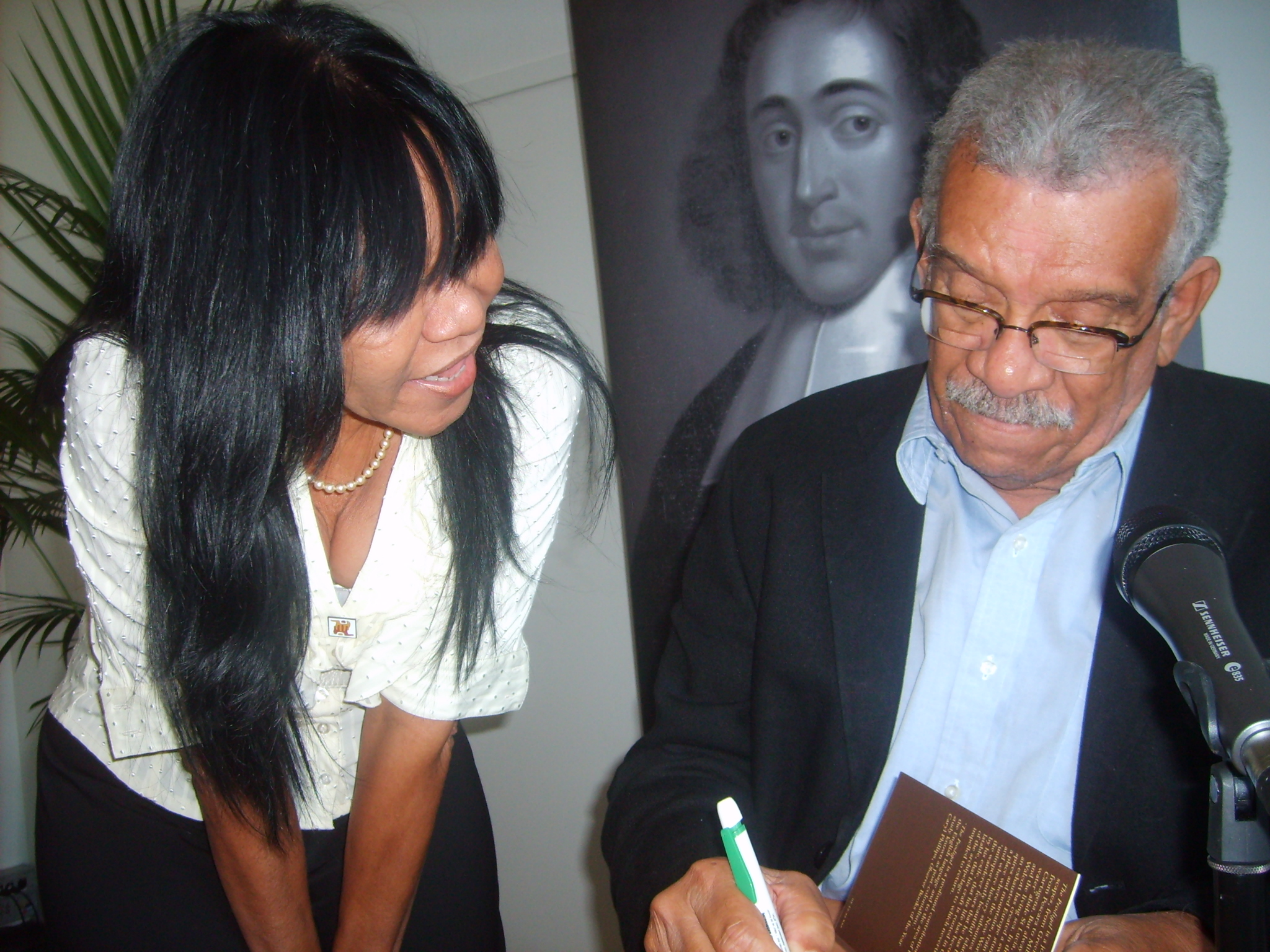
Derek Walcott met de Antilliaanse schrijfster Diana Lebacs, na een masterclass bij de Werkgroep Caraïbische Letteren, Amsterdam 19 mei 2008

Zowel Walcotts poëzie als zijn toneelstukken zijn sterk beïnvloed door zijn Caraïbische afkomst en het leven tussen twee culturen in. De volkscultuur en orale traditie van de eilanden spelen een grote rol in zijn werk. Ook beschrijft hij de geschiedenis, het landschap, het dagelijks leven en de multiculturaliteit van de Caraïben. Walcotts eigen gemengde afkomst (Afrikaans-Europees - van zijn moederszijde ook Nederlands: zij komt van Sint Maarten) speelt eveneens een belangrijke rol in zijn werk.
Het beroemdste werk van Walcott is het omvangrijke epos Omeros, dat bekendstaat als een van de belangrijkste literaire werken uit de 20e eeuw en wordt gezien als een Caraïbische herschrijving van Homeros’ Ilias en Odyssee. In het epos worden zowel het koloniale verleden als het complexe heden van de eilanden onderzocht.

## Werken

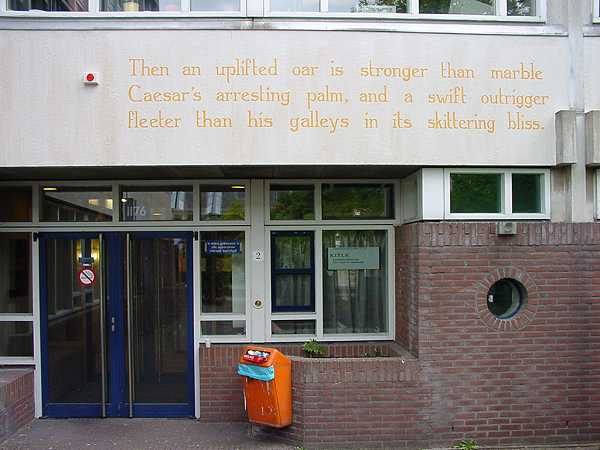
Muurgedicht Omeros in Leiden

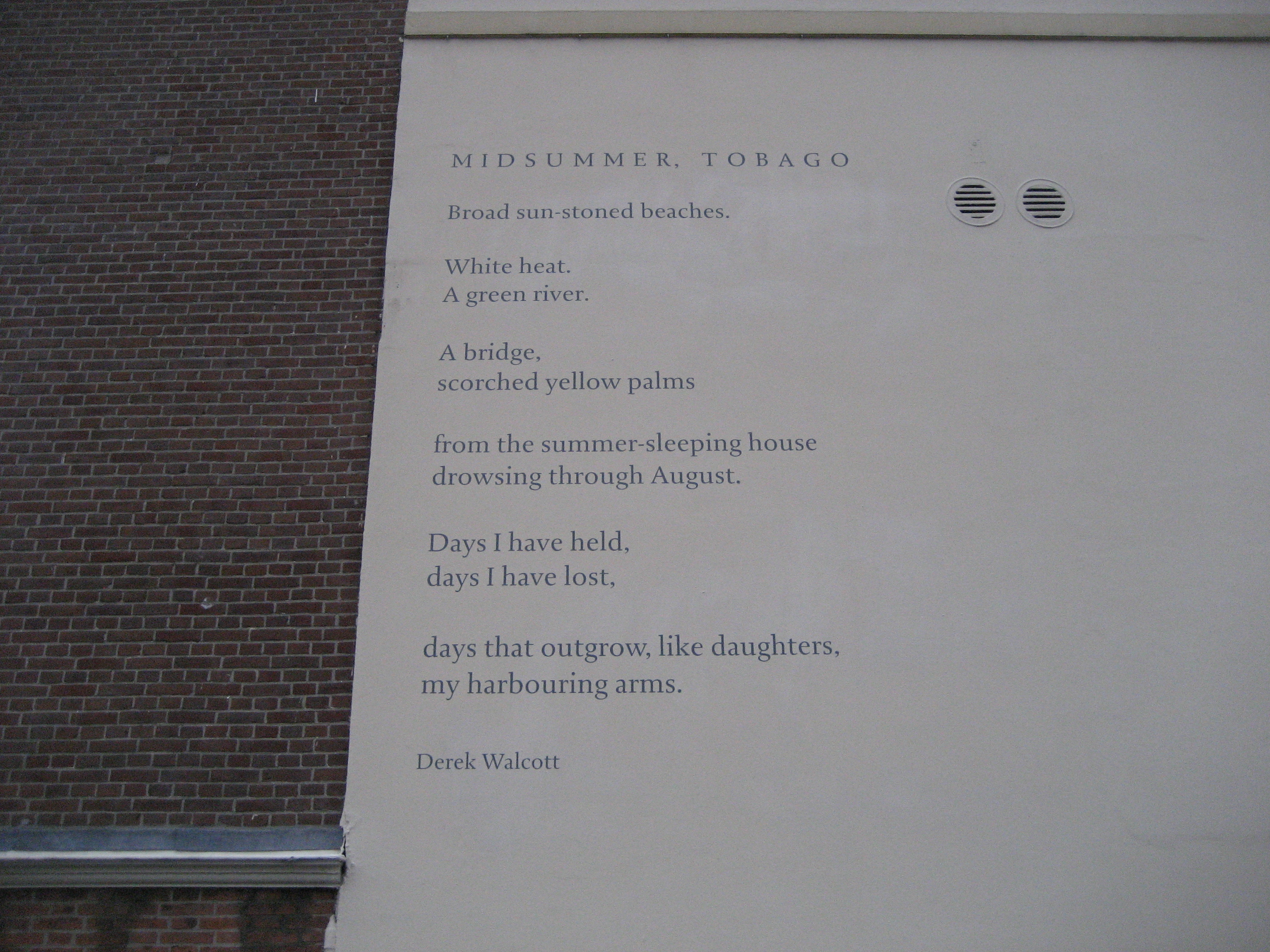
Muurgedicht Midsummer, Tobago in Den Haag

### In Nederlandse vertaling
Hier hebben vertalers en uitgevers het ernstig af laten weten. Afgezien van losse vertalingen in literaire tijdschriften, is zelfs geen bloemlezing tot stand gekomen. Alleen beschikbaar is:
- Omeros. Vert. J. Eijkelboom. Arbeiderspers 1993.
- Omeros, Vert. Han van der Vegt. Bananafish, 2017.

### Poëzie
- (1948) 25 Poems
- (1949) Epitaph for the Young: Xll Cantos
- (1951) Poems
- (1962) In a Green Night: Poems 1948–60
- (1964) Selected Poems
- (1965) The Castaway and Other Poems
- (1969) The Gulf and Other Poems
- (1973) Another Life
- (1976) Sea Grapes
- (1979) The Star-Apple Kingdom
- (1981) Selected Poetry
- (1981) The Fortunate Traveller
- (1983) The Caribbean Poetry of Derek Walcott and the Art of Romare Bearden
- (1984) Midsummer
- (1986) Collected Poems, 1948-1984
- (1987) The Arkansas Testament
- (1990) Omeros
- (1997) The Bounty
- (1997) The Capeman (liedteksten, in samenwerking met Paul Simon)
- (2000) Tiepolo's Hound
- (2004) The Prodigal
- (2007) Selected Poems (Edited, selected, and with an introduction by Edward Baugh)
- (2010) White Egrets
- (2014) The Poetry of Derek Walcott 1948-2013

### Toneelstukken
- (1950) Henri Christophe: A Chronicle in Seven Scenes
- (1951) Harry Dernier: A Play for Radio Production
- (1953) Wine of the Country
- (1954) The Sea at Dauphin: A Play in One Act
- (1957) Ione
- (1958) Drums and Colours: An Epic Drama
- (1958) Ti-Jean and His Brothers
- (1966) Malcochon: or, Six in the Rain
- (1967) Dream on Monkey Mountain
- (1970) In a Fine Castle
- (1974) The Joker of Seville
- (1974) The Charlatan
- (1976) O Babylon!
- (1977) Remembrance
- (1978) Pantomime
- (1980) The Joker of Seville and O Babylon!: Two Plays
- (1982) The Isle Is Full of Noises
- (1986) Three Plays (The Last Carnival, Beef, No Chicken en A Branch of the Blue Nile)
- (1991) Steel
- (1993) Odyssey: A Stage Version
- (2002) Walker and The Ghost Dance
- (2011) Moon-Child
- (2014) O Starry Starry Night